# خميشع
خميشع هي إحدى حارات حي المشنة بمدينة إب اليمنية، بلغ تعداد سكانها 537 نسمة حسب تعداد اليمن لعام 2004.